# Syzygium schumannianum
Syzygium schumannianum är en myrtenväxtart som först beskrevs av Franz Josef Niedenzu, och fick sitt nu gällande namn av Friedrich Ludwig Diels. Syzygium schumannianum ingår i släktet Syzygium och familjen myrtenväxter. Inga underarter finns listade i Catalogue of Life.